# 蒙蒂恰诺
蒙蒂恰诺（義大利語：Monticiano），是意大利锡耶纳省的一个市镇。总面积109平方公里，人口1580人，人口密度14.5人/平方公里（2009年）。ISTAT代码为052018。